# São Paulo Football League 2019 - Série Ouro
A Série Ouro 2019 da São Paulo Football League, ou simplesmente SPFL 2019, será um campeonato de futebol americano organizado pela SPFL e disputada por 10 equipes divididas duas conferências (B e N) com cinco times cada. Os dois times que chegarem à final estarão na elite em 2020 – não haverá descenso.

## Equipes participantes
| - Equipe                 | Cidade                |
| ------------------------ | --------------------- |
| Barões de Ribeirão Preto | Ribeirão Preto        |
| Barueri Guardians        | Barueri               |
| Cajamar Hunters          | Cajamar               |
| Franca Carrascos         | Franca                |
| Guarani Indians          | Paulínia              |
| Prudente Thunders        | Presidente Prudente   |
| São Bernardo Avengers    | São Bernardo do Campo |
| São José Jets            | São José dos Campos   |
| Tatuapé Black Panthers   | São Paulo             |
| Vikings FA               | Mauá                  |

## Classificação[2]

### Conferência B
| Pos | Times                    | J | V | D | E | Pts | % | PF | PS | S |
| --- | ------------------------ | - | - | - | - | --- | - | -- | -- | - |
| 1   | Barões de Ribeirão Preto | 0 | 0 | 0 | 0 | 0   | 0 | 0  | 0  | 0 |
| 2   | Cajamar Hunters          | 0 | 0 | 0 | 0 | 0   | 0 | 0  | 0  | 0 |
| 3   | Franca Carrascos         | 0 | 0 | 0 | 0 | 0   | 0 | 0  | 0  | 0 |
| 4   | Guarani Indians          | 0 | 0 | 0 | 0 | 0   | 0 | 0  | 0  | 0 |
| 5   | Prudente Thunders        | 0 | 0 | 0 | 0 | 0   | 0 | 0  | 0  | 0 |

### Conferência N
| Pos | Times                  | J | V | D | E | Pts | % | PF | PS | S |
| --- | ---------------------- | - | - | - | - | --- | - | -- | -- | - |
| 1   | Barueri Guardians      | 0 | 0 | 0 | 0 | 0   | 0 | 0  | 0  | 0 |
| 2   | São Bernardo Avengers  | 0 | 0 | 0 | 0 | 0   | 0 | 0  | 0  | 0 |
| 3   | São José Jets          | 0 | 0 | 0 | 0 | 0   | 0 | 0  | 0  | 0 |
| 4   | Tatuapé Black Panthers | 0 | 0 | 0 | 0 | 0   | 0 | 0  | 0  | 0 |
| 5   | Vikings FA             | 0 | 0 | 0 | 0 | 0   | 0 | 0  | 0  | 0 |